# Tsakli tibetano

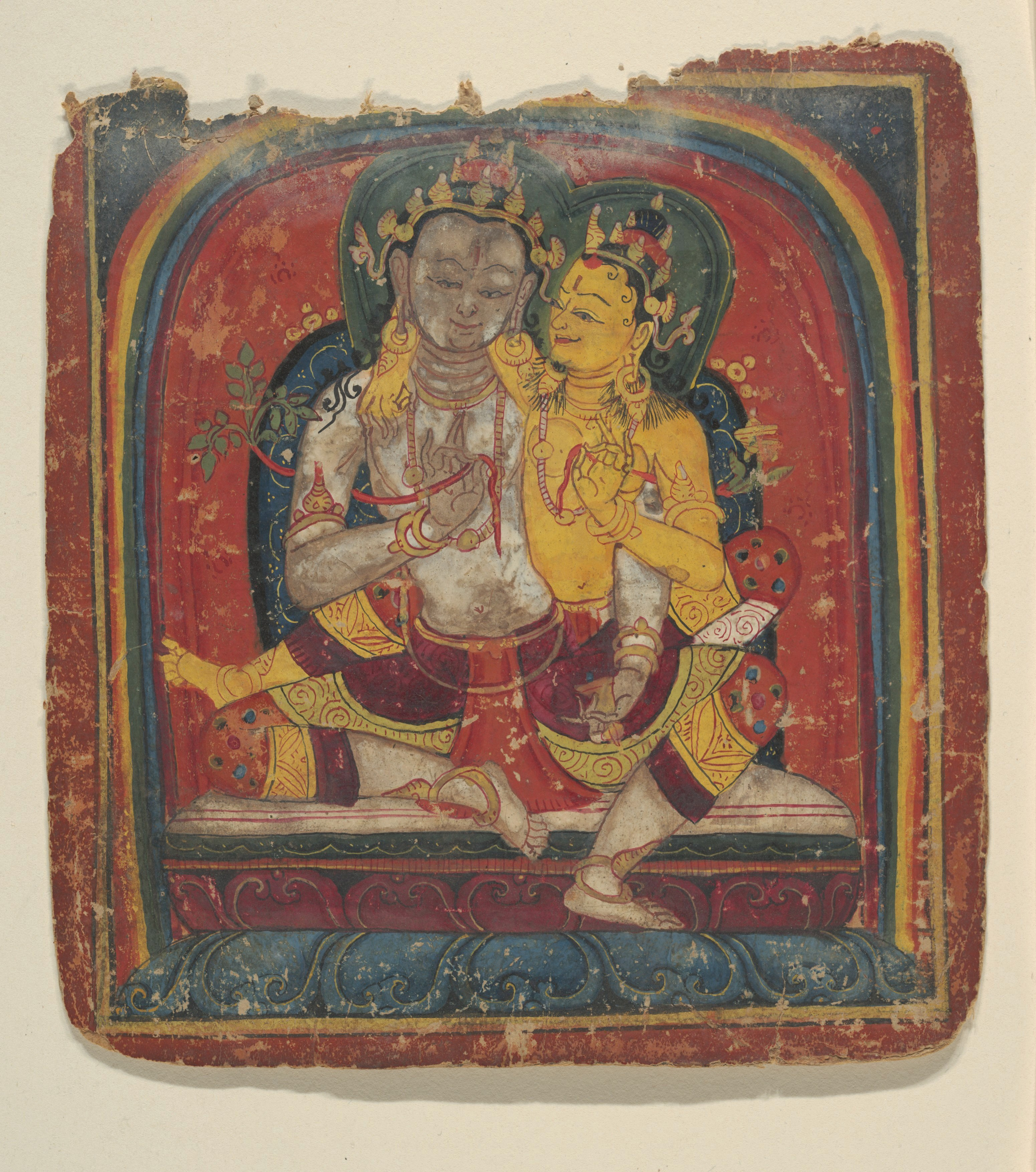
Tsakli, -.

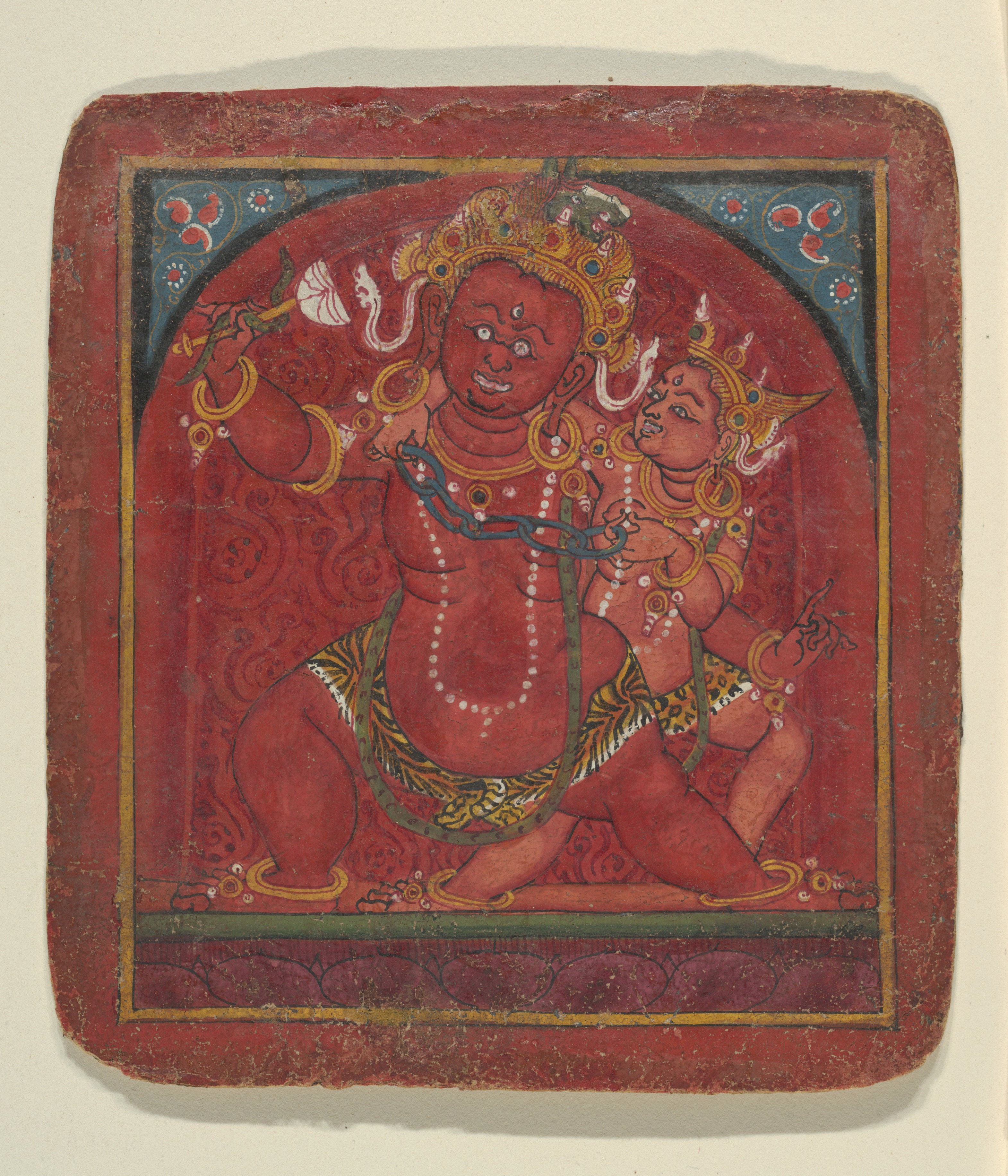
Otro perteneciente al mismo grupo.

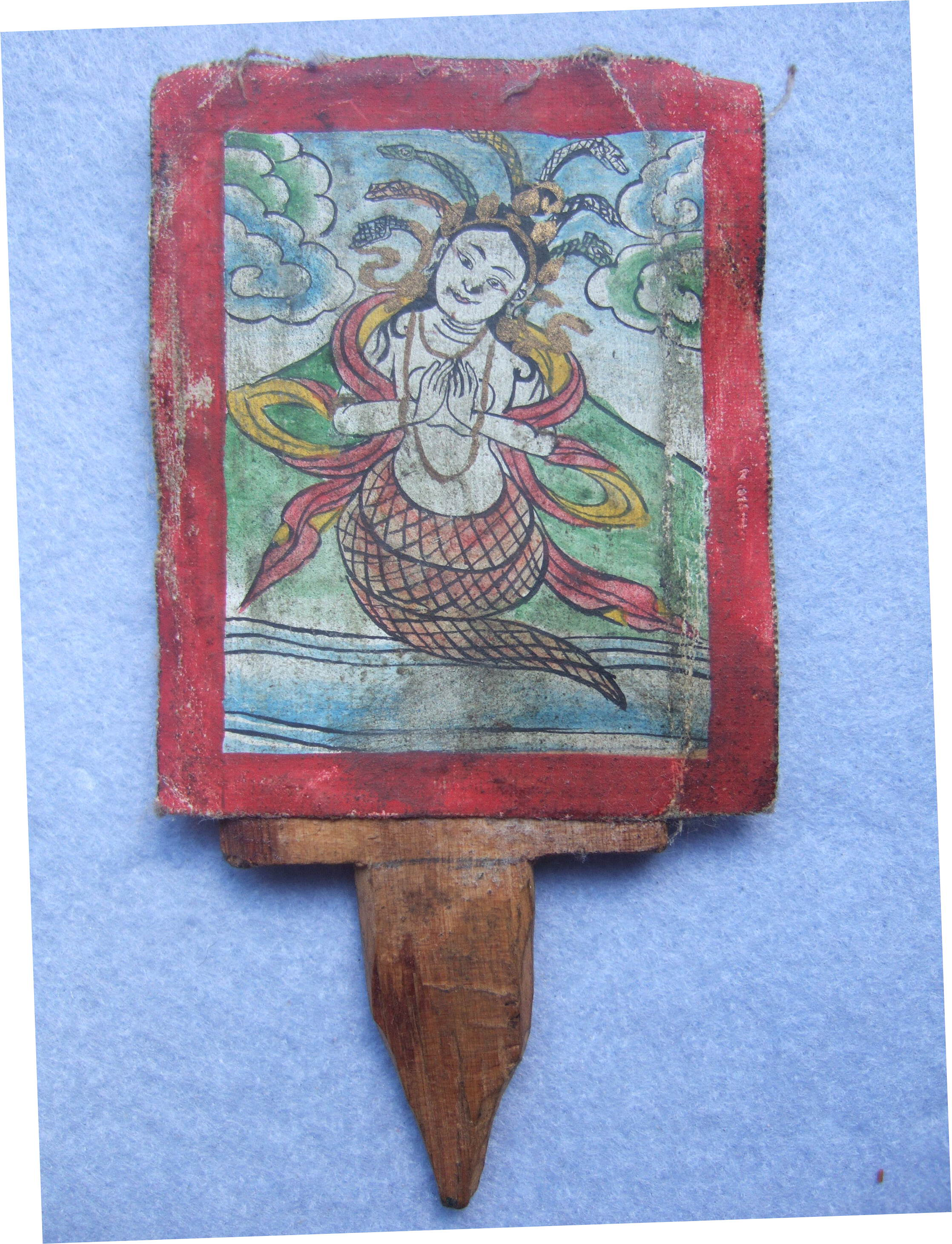
Tsakli tibetano, mediados del.

Tsakli tibetano (también "tsakalis") son pinturas en miniatura budistas tibetanas, que normalmente se producen como grupos o conjuntos temáticos, que se utilizan en los rituales como tarjetas de iniciación y en el entrenamiento de los monjes. También se conocen ejemplos de este arte en miniatura de Mongolia.

## Temario
Los temas que se encuentran en los tsakli son similares a las pinturas en pergamino thangka tibetano más grandes y más conocidas en tela, pero mucho más simples, generalmente mostrando una única deidad, o un par. Los sujetos suelen ser deidades u objetos rituales y las ofrendas asociadas con estas deidades están representadas en los tsaklis. En algunas ocasiones, las inscripciones tibetanas en la parte posterior pueden identificar los temas que están pintados en la parte delantera.

## Utilización ritual

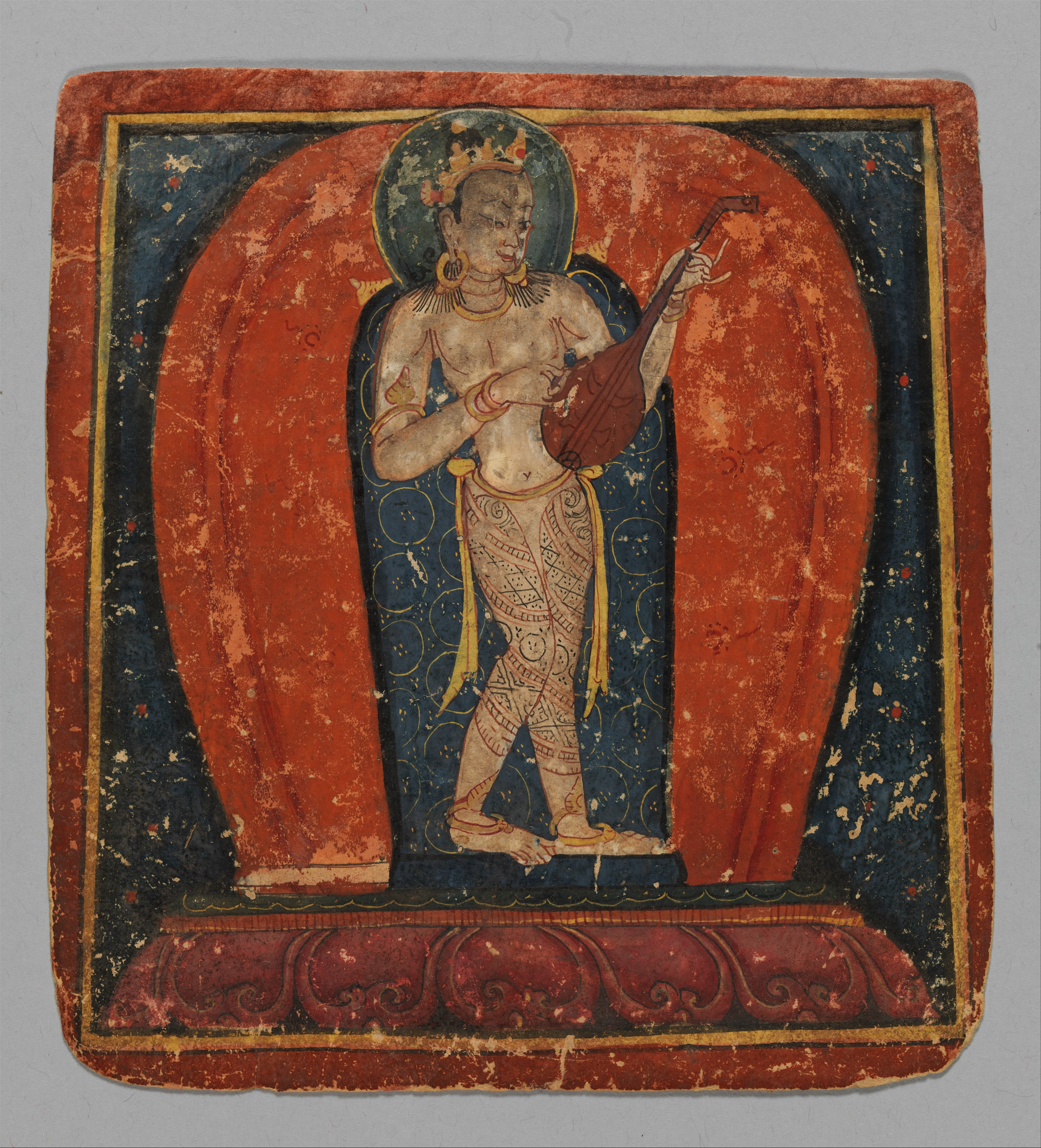
Tarjeta de iniciación sobre papel del, (16 x 14.5 cm).

Los tsakli, que normalmente se pintan en conjuntos que pueden abarcar desde 6 hasta casi 100 pinturas pequeñas de temas similares, se usan como ofrendas en templos o en rituales. Por ejemplo, antes de que se inicie la construcción de un templo, el área se puede marcar con los tsakli que representan las deidades protectoras. En este caso se montan en pequeños palos de madera. De manera similar, un lama budista puede usar el tsakli para eliminar las influencias malignas de una persona enferma, de un árbol que no da fruto. Un tsakli también puede colocarse en un santuario o caja portátil ("gau" en tibetano) y transportarse como un dispositivo que protege al viajero o peregrino que lleva esta caja alrededor del cuello o en una correa colgada al hombro.

## Materiales
La mayoría de los tsakli están pintados sobre tela —como la mayoría de los tangkas— o cartón. También existen los que se imprimen a partir de bloques de madera sobre tela o papel. Los grupos más grandes de tsakli se mantienen entre dos cubiertas de madera de manera similar a la protección de las páginas de libros tibetanos.